# Station Maryport
Maryport is een spoorwegstation van National Rail in Maryport, Allerdale in Engeland. Het station is eigendom van Network Rail en wordt beheerd door Northern Rail. Het station langs de Cumbrian Coast Line is geopend in 1840.

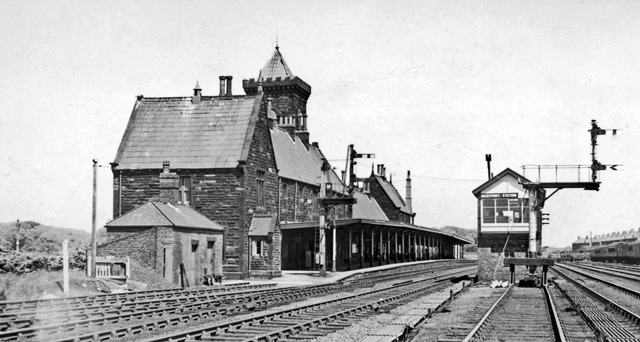
1951
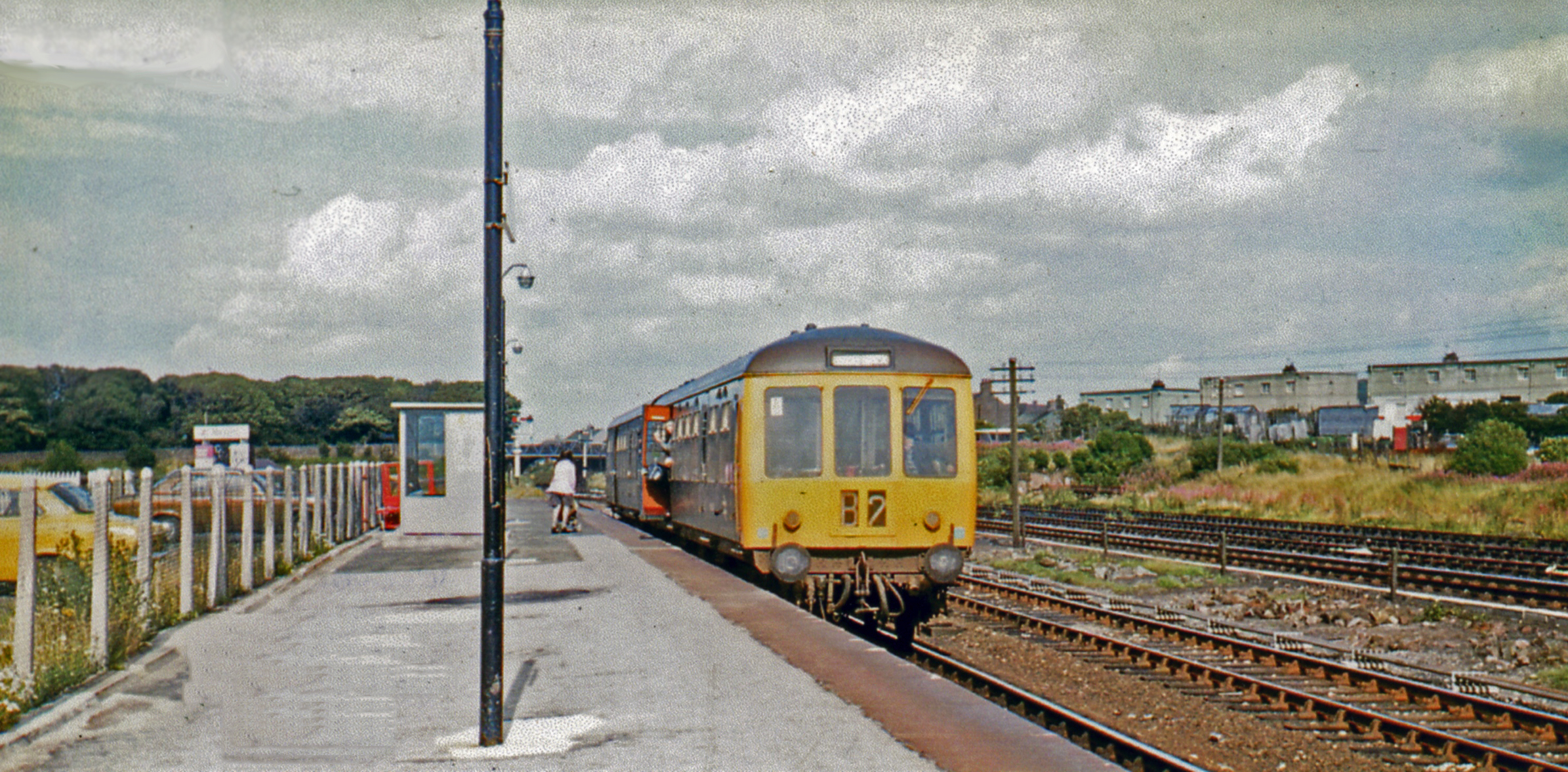
1974
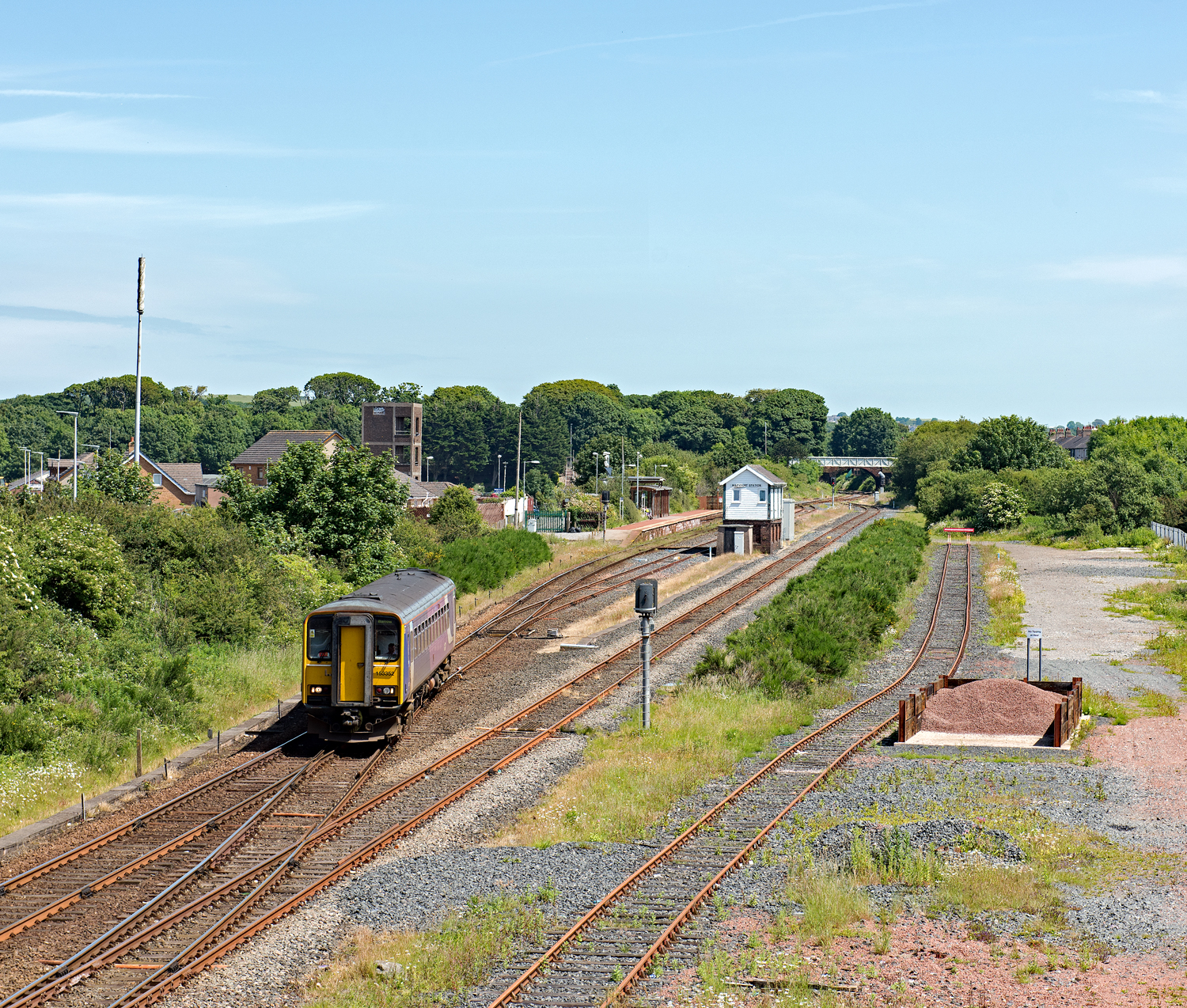
2017